# Пудем
Пудем — село (в 1951—2005 — посёлок городского типа) в Ярском районе Удмуртии, центр муниципального образования Пудемское сельское поселение.

## География
Находится в 8 км севернее Яра, на южном берегу Пудемского пруда.В Пудемский пруд втекает три речки: Пудемка,Кищурка и Костромка.Из пруда через шлюзовый водосброс истекает река Пудемка и втекает в реку Чепца.
Село Пудем расположено у южного края Верхнекамской возвышенности. Внизу от села (с южной стороны) расположены Чепецкие луга.

## История
Первое найденное упоминание  в 1691 году как русский заводской посёлок. В 1759 году построен доменный и молотовый завод, работавший на местном железе и древесном угле.
1930 год — центр Пудемского района
1951 год — посёлок городского типа
1956 год — в составе Ярского района
2005 год — присвоен статус села (официально сменён статус для получения сельских льгот).

## Население
| 1959 | 1970 | 1979 |
| ---- | ---- | ---- |
| 3708 | 3319 | 3265 |

| 1989 | 2002  | 2010  | 2012  |
| ---- | ----- | ----- | ----- |
| 2964 | ↘2304 | ↘1917 | ↘1879 |

Национальный состав (2002): удмурты — 51,5 %, русские — 45,4 %, татары — 0,7 %.
Историческое самоназвание населения: пудемец,пудемка,пудемцы.